# Fairburn (Dakota del Sud)
Fairburn és una població dels Estats Units a l'estat de Dakota del Sud. Segons el cens del 2000 tenia 80 habitants.

## Demografia
Segons el cens del 2000, Fairburn tenia 80 habitants, 34 habitatges, i 22 famílies. La densitat de població era de 93,6 habitants per km².
Dels 34 habitatges en un 32,4% hi vivien nens de menys de 18 anys, en un 55,9% hi vivien parelles casades, en un 5,9% dones solteres, i en un 32,4% no eren unitats familiars. En el 29,4% dels habitatges hi vivien persones soles el 17,6% de les quals corresponia a persones de 65 anys o més que vivien soles. El nombre mitjà de persones vivint en cada habitatge era de 2,35 i el nombre mitjà de persones que vivien en cada família era de 2,96.
Per edats la població es repartia de la següent manera: un 23,8% tenia menys de 18 anys, un 7,5% entre 18 i 24, un 28,8% entre 25 i 44, un 22,5% de 45 a 60 i un 17,5% 65 anys o més.
L'edat mediana era de 39 anys. Per cada 100 dones de 18 o més anys hi havia 117,9 homes.
La renda mediana per habitatge era de 23.750 $ i la renda mediana per família de 33.125 $. Els homes tenien una renda mediana de 23.125 $ mentre que les dones 33.750 $. La renda per capita de la població era de 20.832 $. Entorn del 9,5% de les famílies i el 10% de la població estaven per davall del llindar de pobresa.

## Poblacions més properes
El següent diagrama mostra les poblacions més properes.